# Стрижи (микрорайон)
«Стрижи» — район Новосибирска, состоящий из новостроек. Назван по имени группы компаний Стрижи. .Расположен недалеко от Заельцовского бора на территории м-она  Карьер Мочище. Его территория относится к Заельцовскому району, который входит в состав Центрального округа.

## Местоположение и границы
М-район «Стрижи» занимает территорию улицы Кубовая и близлежащих улиц. Включает в себя вновь возводимые жилые комплексы (Новелла, Рафинад), а также многоэтажный жилой фонд (Эскимо, Солнечные часы, Эволюция). Экорайон находится в непосредственной близости от Заельцовского бора и 4 км от реки Обь.
На территории м-района карьер Мочище находятся 4 озера. Самое большое — Жемчужина Сибири, рядом с общеобразовательной школой. Также здесь располагаются озеро Утиное гнездо, восстановленное природное озеро внутри ЖК Эволюция (восстановлением и благоустройством водоема занимался застройщик — ГК «Стрижи») и озеро без названия вблизи ЖК Солнечные часы (местные жители называют его Щучье). Озёра Жемчужина Сибири и Утиное гнездо входят в рекреационную территорию «Стрижи».
В 2020 году мэрия Новосибирска выдала разрешение на строительство православного храма рядом с озером Жемчужина Сибири. По последней информации, проект находится в разработке.
В 2022 году в региональных СМИ появилась информация, что на озере Жемчужина Сибири будет реализован проект по преображению пространства от молодых урбанистов при поддержке ГК «Стрижи».
Большую территорию района занимает частный сектор. Его по прежнему называют Карьер Мочище, так как историческое название района.  Многоэтажную застройку, по традиции, называют просто «Стрижи».
Удаленность от Площади Калинина (метро Заельцовская) составляет около 8 км.

## Название
Изначально микрорайон носил неофициальное название «Стрижи», однако компания-застройщик выступила с инициативой о присвоении нового наименования, которое было поддержано частью жителей микрорайона и властями города. Как следует из подписанного бывшим мэром Новосибирска Владимиром Городецким постановления, присвоенное наименование — «Стрижи» — внесено в Единый реестр адресных наименований Новосибирска и адресный план города под кодом 158350.

## М-район «Стрижи» как часть развития северного направления Новосибирска
М-район «Стрижи» относится к северной части города Новосибирска. Основные проблемы данной территории — отдаленность района от центра и недостаточная насыщенность социальной инфраструктурой. Кроме того, на территории бывшего Карьера Мочище были постройки барачного типа, которые признаны ветхими и аварийными.
Вследствие этих факторов, власти Новосибирска и Новосибирской области заинтересованы в комплексном развитии северного направления и поддерживают деятельность ГК «Стрижи».
На выездном совещании мэра города Анатолия Локтя, которое прошло 5 июня 2014 года, были озвучены дальнейшие перспективы района, совместные планы застройщика и властей.
В начале 2022 года в экорайоне «Стрижи» появилась новая поликлиника по адресу ул.Кубовая 99/2. Объект стал первым учреждением первичного звена, построенным в Новосибирске за последние 20 лет. Поликлиника рассчитана на прием 300 взрослых пациентов и 200 детей в сутки. Новая поликлиника, в связи с необходимостью обеспечения района социальной инфраструктурой, строилась с опережением темпов. Об этом  журналистам рассказал министр строительства Новосибирской области Иван Шмидт, посещавший стройку в апреле 2021 года.
В сентябре 2019 года после капитального ремонта была открыта школа №51 в экорайоне «Стрижи». Была произведена реконструкция основного здания, а также возведение двух пристроек, в одной из которых разместились кабинеты для начальных и старших классов, во второй - библиотека, школьный музей, актовый зал. Суммарная площадь пристроек - 7 тысяч кв.м. С просьбой о расширении школы жители «Стрижей» обратились к В.В.Путину во время прямой линии в 2018 году. На эти цели по распоряжению президента были выделены средства из резервного бюджета РФ. Группа компаний «Стрижи» сделала проект реконструкции учебного заведения. После капремонта вместимость школы на «Стрижах» достигла 1400 детей (прежний показатель - 700 учеников). Но посещают школу намного  больше 2000 учеников.
1 июня 2020 года в м-районе «Стрижи» состоялось торжественное открытие нового детского сада на 200 мест. Детский сад, представляющий собой дошкольное отделение школы №51, построили за  полгода. Ход строительства контролировал застройщик ГК «Стрижи». На момент сдачи детского сада в эксплуатацию новый объект закрывал потребность экорайона в дошкольных учреждениях на 95%. СОШ№51 и дошкольное отделение выступают как единый образовательный кластер.
СМИ пишут, что на 2020 год благодаря действиям «Стрижи» в экорайоне были открыты 3 детских сада (в числе первых был построен второй корпус детского сада №46 «Зоренька»), реконструированная и достроенная школа, лыжная база. По словам вице-мэра Анны Терешковой, разговоры о создании лыжной базы велись с 2011 года. Однако реализовать проект удалось лишь в 2020 году. Лыжная база в «Стрижах» носит имя Виктора Федоровича Маматова. Она была возведена на собственные средства ГК «Стрижи» по соглашению с мэрией Новосибирска в качестве компенсации за ранее снесенные постройки.Представитель застройщика заявил, что лыжная база является лишь частью единого спортивного проекта. В перспективе - строительство лыже-роллерной трассы и биатлонного стрельбища.
Территория м-района «Стрижи» включает 3 отреставрированных сквера (сквер Памяти, сквер Поколений, сквер Семья) и парк (Светлая роща). Они выполняют функцию мест отдыха для жителей микрорайона.
В сентябре 2015 года в «Стрижах» появился первый торговый центр и фермерский рынок "Крестьянская Слобода". На тот момент это был первый рынок такого формата за Уралом - где представлена и продукция с региональных фермерских хозяйств, и товары известных сетевых магазинов. Также у покупателей есть возможность понаблюдать за приготовлением некоторых продающихся на рынке продуктов. В ТЦ организована работа предприятий, предоставляющих посетителям необходимые услуги и товары: от салона сотовой связи до салона маникюра, студии загара и фотосалона. ТЦ посещают как жители экорайона «Стрижи», так и жители ближайших коттеджных поселков.